# Feszl Frigyes
Feszl Frigyes, Fessl (Pest, 1821. február 20. – Budapest, 1884. július 25.) magyar építész, a magyar romantikus építészet egyik legjelesebb mestere.

## Élete

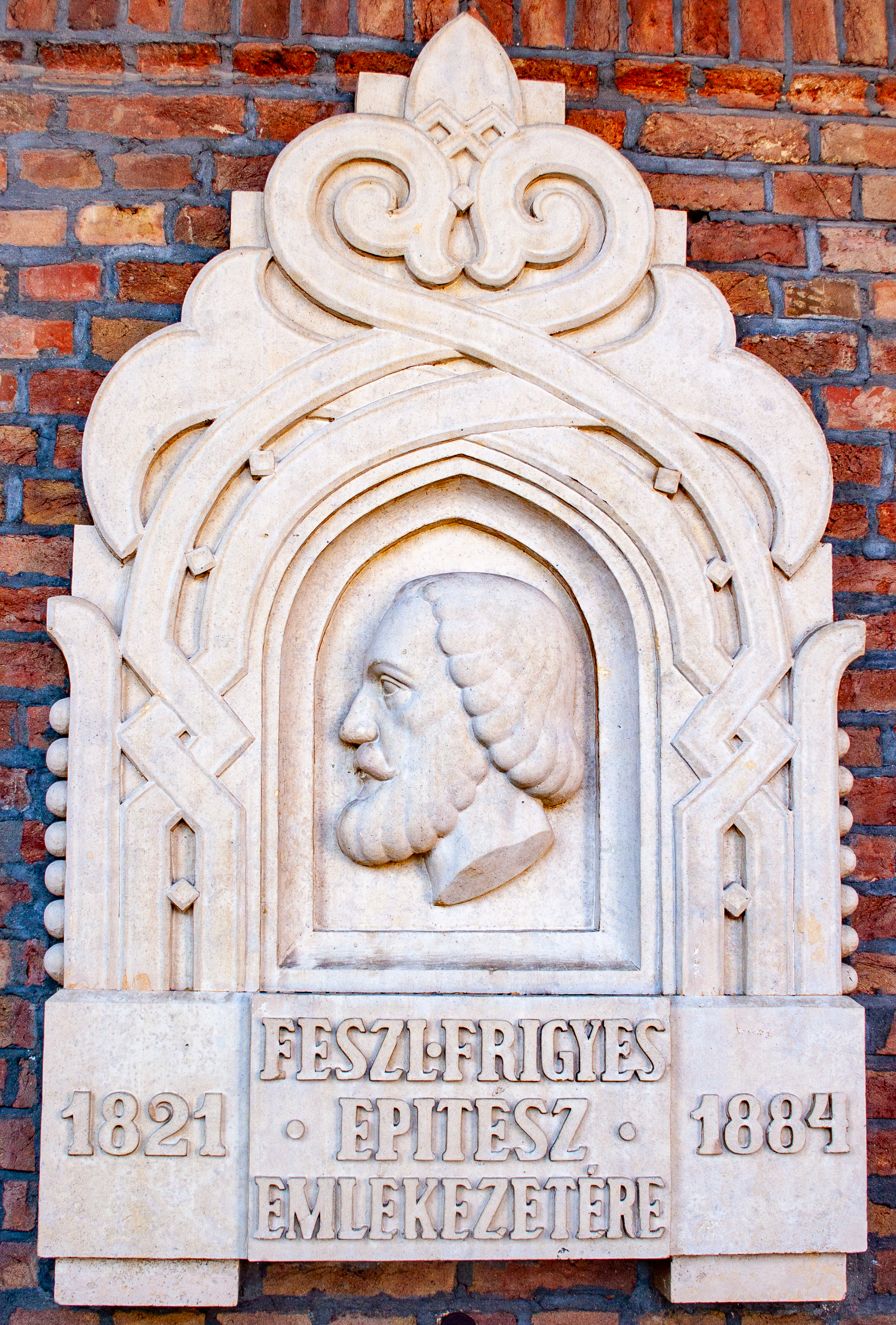
Domborműve a Szegedi Pantheonban (Ohmann Béla alkotása)

Német polgári családból származott, apja Feszl József (1791–1860) kőfaragó mester, anyja Graber Terézia 14 gyermeke közül ő volt az ötödik. József bátyja (1819–1866) és János öccse (1822–1852) is építész lett. Frigyes 1830 és 1835 között a piaristák hatosztályos gimnáziumába járt, majd Hild Józsefnél tanult. 1839-ben kapta meg vándorkönyvét, utána József bátyjával együtt beiratkozott a Müncheni Képzőművészeti Akadémiára. 1844-ben tértek haza.
1849. július 15-én Pesten feleségül vette Hoffmann Reginát (†1851. január 8. Pest), akinek tőle két gyermeke született: Regina Stefánia Katalin (1849–1870) és Frigyes (1850–1910), aki építési vállalkozó lett. Reginát Zofahl Lőrinc építész fia, Zofall Ernő állatorvos vette feleségül 1868. november 10-én Pesten.
Első felesége halála után, 1858-ban másodszor is megnősült, Quandt Vilma (1827–1902) színésznőt vette feleségül, akinek három házassága volt: Zitterbarth József, Feszl Frigyes, majd Kőrösy Sándor országgyűlési képviselő; két gyermeke született: Zitterbarth Aloysia és Clara. 1861 és 1865 között Párizsban akvarellfestészetet tanult. 1866-ban lett csak céhes mester.

## Főbb művei
- 1845. Pest, Országháza pályaterve

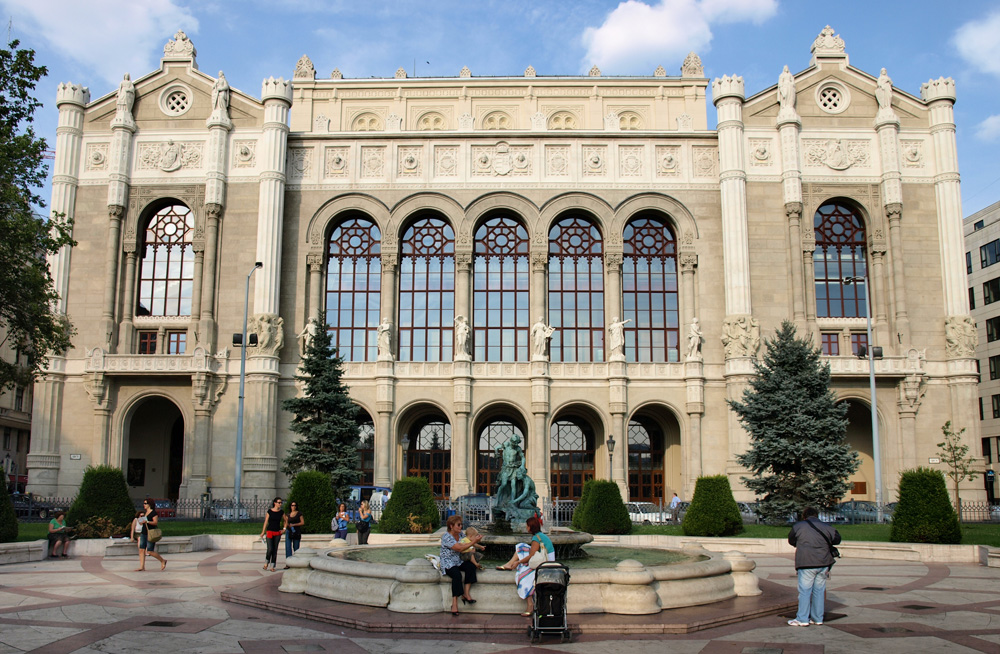
A Pesti Vigadó épülete

- 1846–48. Pest V., Nádor u. 22, Oszvald-ház
- 1847. Pest, Terézvárosi új Szervita-templom és rendház terve
- 1848–49. Pest IV. (ma V.), Váci u. 57., Balassovits-ház
- 1849. Pest, Mór fürdő terve
- 1851. Pest, Dohány utcai zsinagóga szentélyterve
- 1852. Szob, Luczenbacher-sírkápolna
- 1852. Pest, Budakeszi út 71., Kochmeister-villa
- 1852. Pilismarót, Heckenaszt-villa
- 1853 körül. Pest, Kálvin téri református templom, síremlék
- 1853–54. Pest V., Sas u. 3., Frölich-ház
- 1854–55. Pest, Belvárosi plébánia (elpusztult)
- 1856. Buda, Kapucinus templom (Fő utca 32.) külsejének átalakítása romantikus stílusúvá Gerster Károllyal
- 1858–59. Pest, Dohány utcai zsinagóga szentélykialakítása
- 1859–65. Pest, Pesti Vigadó
- 1860. Pest, Nyári színház (elpusztult)
- 1861. Pest, MTA székházának terve
- 1863. Pest, Dreher-sörgyár
- 1867–69. Pécsi zsinagóga terve Gerster Károllyal, Kauser Lipóttal

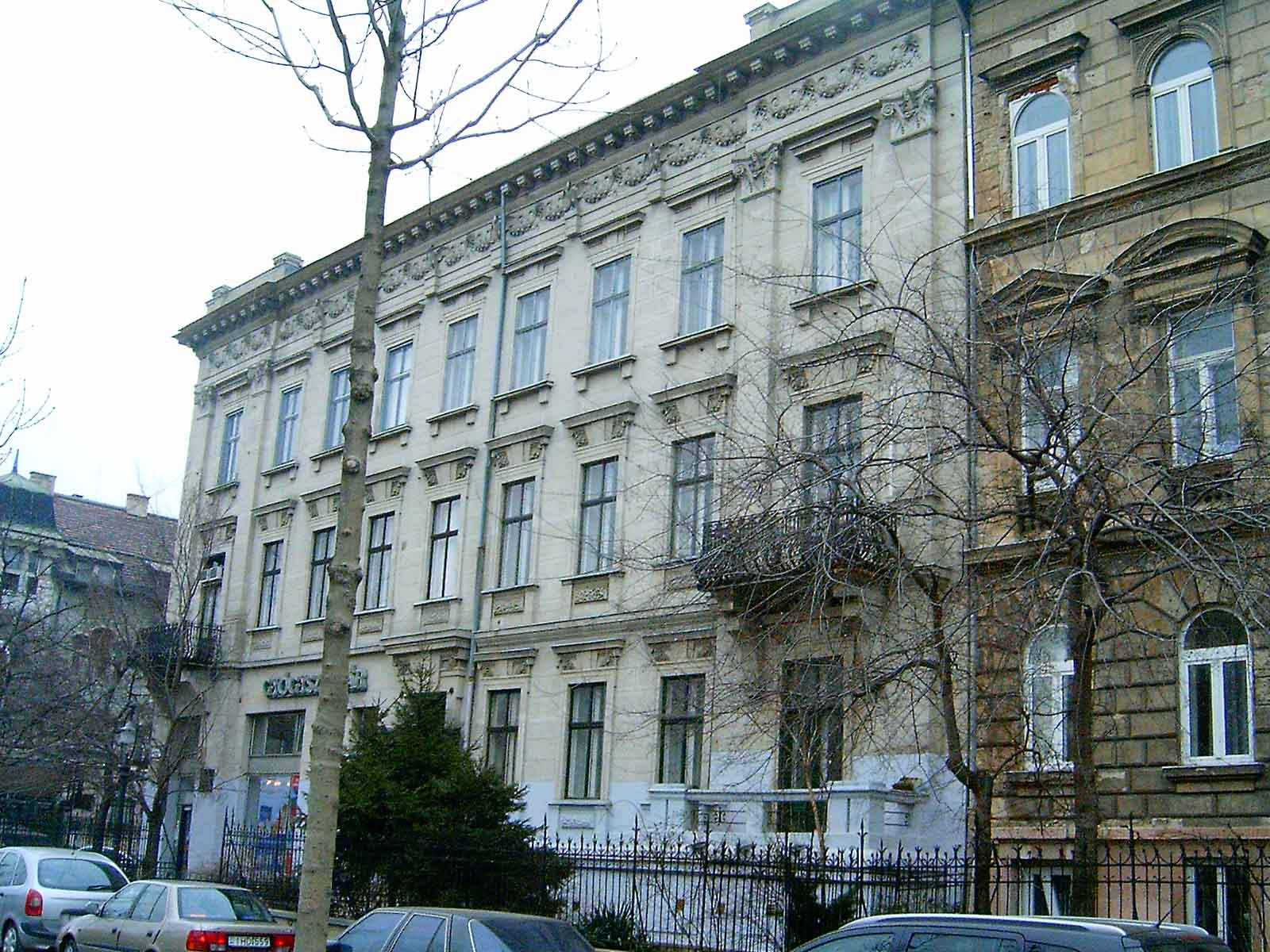
A Mayer-ház

- 1872–73. Budapest VI., Nagymező u. 1., Polg. fiúiskola és paplak, ma: Bartók Béla Zeneművészeti és Hangszerészképző Gyakorló Szakgimnázium
- 1873. A Duna-part és a Várhegy rendezési terve
- 1873–74. Elemi népiskolák:

Budapest VI., Szív u. 19–21., ma: Tóth Aladár Zeneiskola Alapfokú Művészeti Iskola
Budapest VII., Wesselényi u. 52., ma: Liszt Ferenc Zeneművészeti Egyetem Ligeti Épület
Budapest VIII., Dankó u. 31., ma: Napraforgó Egyesített Óvoda Napsugár Tagóvodája
Budapest X., Szent László tér 34., ma: Kroó György Zeneiskola
- 1874. Régi Műcsarnok terve
- 1876–77. Deák-mauzóleum és -szobor terve
- 1883–84. Budapest, Andrássy út 99., Mayer-ház

### Egyéb
Vízivárosi volt kapucinus templom (Alsó-vízivárosi Szent Erzsébet-plébániatemplom) és kolostor, Frey Lajossal a Budai Váralagút krisztinavárosi bejárata[forrás?], Pán Józseffel a kiskörúti, volt London Szálló.

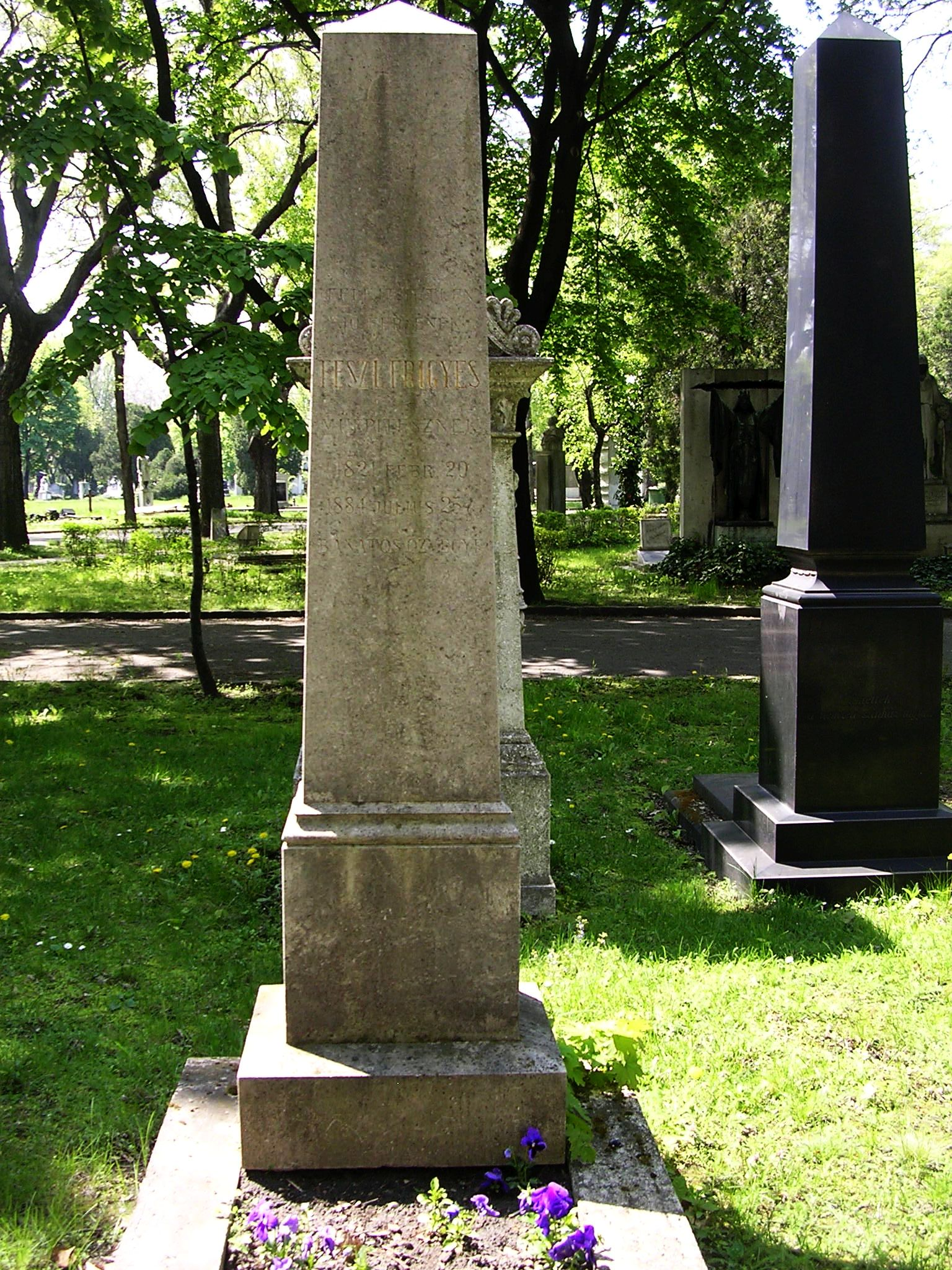
Sírja a Fiumei úti sírkertben (34/1-2-1)